# Башня TF1
Башня TF1 (фр. Tour TF1) — небоскрёб, штаб-квартира французского телевизионного канала TF1.

## Местоположение
Башня TF1 расположена на углу набережной Quai du Point-Du-Jour и авеню Le-Jour-Se-Lève в районе Point-Du-Jour коммуны Булонь-Бийанкур департамента О-де-Сен (расположен к югу от Парижа).

## Архитектура
Здание имеет форму цилиндра; фасад покрыт светоотражающим стеклом. Число этажей — 14, а общая площадь составляет 45 000 м².
Офисы дирекции расположены на верхнем этаже. Веб-камера на вершине башни транслирует виды Парижа в реальном времени на официальном сайте TF1, а также в студии новостной программы TF1.

## История
Здание было спроектировано архитектором Роже Собо (фр. Roger Saubot) и возведено группой Bouygues. Решение о его строительстве было принято 20 марта 1991 года в соответствии с соглашением о делегированном управлении проектом и утверждено административным советом 11 апреля 1991 года. В 1991 финансовом году стоимость строительства составила 37,1 млн евро, а в 1992 финансовом году — 18,8 млн евро. 1 июня 1992 года телеканал TF1 переехал в это здание из своей прежней штаб-квартиры по адресу 13-15, улица Коньяк-Жей. По договору аренды Group TF1 стала владельцем башни 30 июня 2001 года.
По словам журналистов Рено Ревеля (фр. Renaud Revel) и Анри Аге (фр. Henri Haguet), новая башня штаб-квартиры символизирует ориентацию TF1 в сторону повышения производительности. TF1 также использует башню для рекламы.
15 апреля 2012 года на фасад был выведен экран площадью 45 м², который позволял смотреть новостную программу с берегов реки Сены.

## В популярной культуре
В 1995 году на башню без помощи подручных средств взобрался Ален Робер.
В 2005 году башня TF1 была показана во вступительном анимационном короткометражном фильме к моноспектаклю Arthur en vrai.
В августе 2007 года в рекламе видеоигры Halo 3 главный герой игры был показан внутри башни TF1. В вирусных роликах персонаж был показан у входа в здание и в студии прогноза погоды.
В эпизоде восьмого сезона Star Academy от 28 ноября 2008 года в специальном видео с титрами показано, как дети взбираются на башню, чтобы добраться до приглашённой певицы Бритни Спирс, которая приземлилась на крышу здания на вертолёте.
В 1997 году башня появилась на титульном листе брошюры Пьера Пеана и Кристофа Ника под названием TF1, un pouvoir. Здание также было изображено на обложках книг TF1, une expérience (2006) и Madame, monsieur, bonsoir (2007).